# Louis Boitte
Louis François Philippe Boitte, dit Louis Boitte, né le 17 août 1830 à Paris et mort  le 29 août 1906 à Fontainebleau, est un architecte français.

## Biographie
À partir de 1877, Louis Boitte est l'architecte en chef du Palais de Fontainebleau. Il est aussi connu pour ses dessins réalisés en Italie, en Grèce et en Turquie, qui constituent des témoignages particulièrement intéressants des visions artistiques et professionnelles des architectes de l'époque.
En étroite collaboration avec Albert Lenoir, il conçoit également les plans du cénotaphe du général de Lamoricière érigé en 1869 dans la cathédrale de Nantes, monument auquel est associé le sculpteur Paul Dubois pour la statuaire.
En 1874, il épouse Zélia Lenoir, peintre, fille d'Albert Lenoir.
Sa famille lègue en 1959 au Musée national du château de Fontainebleau un important fonds documentaire composé de nombreux dessins et projets, transféré en 1986 au musée d'Orsay. 

## Distinctions
- Grand prix de Rome en 1859
- Chevalier de la Légion d'honneur[7]

## Dessins d'architecture
- Trône pour un souverain, graphite, plume, encre dorée et noire, et aquarelle, H. 38 ; L. 25.3 cm[8]. Paris, Beaux-Arts[9]. Concours d'émulation de l'ENSBA du 5 avril 1853
- Arc de triomphe, graphite, plume, encre noire et aquarelle, H. 47 ; L.35.4 cm[10]. Paris, Beaux-Arts[11]. Concours d'émulation de l'ENSBA de 1853
- Panorama, graphite, plume, encre dorée et noire, et aquarelle, H. 46.7 ; L. 29.8 cm[12]. Paris, Beaux-Arts[13]. Concours d'émulation de l'ENSBA de 1854

## Documentation
Une partie des archives de Louis Boitte est conservée à l'Institut national d'histoire de l'art.